# Medea Mei-Figner
Pour les articles homonymes, voir Mei et Figner.
Zoraide (ou Zovaide) Amedea Mei connue comme Medea Mei-Figner (1859-1952) est une mezzo-soprano, plus tard, soprano, d'origine italienne, partenaire à la ville comme à la scène de Nikolaï Figner.
Nikolaï et Medea Figner ont eu chacun une carrière séparée avant leur mariage, et de nouveau après leur divorce en 1904, mais pendant les 15 années de leur mariage, entre 1889 et 1904. Ils ont presque toujours chanté dans les mêmes représentations. Ils ont créé les rôles principaux du ténor et de la soprano dans deux opéras de Tchaïkovski – La Dame de Pique et Iolanta – et sont apparus dans un certain nombre d'autres premières de la musique russe.
Après son mariage avec Nikolaï Figner, on fait référence à elle soit comme Medea Mei-Figner, son nom utilisé dans la plupart des livres de référence occidentaux ou tout simplement Medea Figner. En outre, il lui a été donné le nom patronymique d'Ivanovna, et est parfois désignée comme Medea ou Medeya Ivanovna Mei-Figner.

## Biographie
Medea Mei est née à Florence, en Italie, le 4 avril 1859 (1868 pour les autorités françaises). Elle est la fille d'un imprimeur et d'une femme au foyer. Elle perd sa mère à l'âge de 9 ans. Elle étudie avec Bianchi, Carozzi-Zucchi et Panofka. Elle chante le rôle de mezzo-soprano du Requiem de Verdi à l'âge de 16 ans, et fait ses débuts à l'opéra peu de temps après, dans le rôle d'Azucena dans Il trovatore, à Sinaluga. Elle fait ses débuts au Teatro Pagliano à Florence, puis au Teatro La Pergola à Florence, dans le rôle de Gertrude dans Hamlet d'Ambroise Thomas.
Elle devient connue dans toute l'Italie, Teatro Regio (Turin) (Carmen, Hamlet) , Modène, Gênes, Milan et Bologne. Elle fait aussi des tournées en Espagne, Barcelone, Madrid (Il Trovatore, La Favorite), Grenade, Séville, Cadix, Alicante, Cordoue (Hamlet, La Favorite et Carmen), en Amérique du Sud : Montevideo, Buenos Aires (La Favorite, La Gioconda, Il Trovatore, Martha), en Russie, et se rend à Londres, Nice (Sapho Puccini), Bucarest (Aida), et fait une deuxième tournée en Amérique du Sud: Rio de Janeiro et Sao Paulo (Aida, La Favorite, Valentina, Les Huguenots et Marion Delorme d'Amilcare Ponchielli).
Son répertoire comprend alors Ulrica dans un ballo in maschera, Amneris dans Aida, Gertrude dans Hamlet d'Ambroise Thomas, Leonora dans La Favorite de Donizetti et le rôle-titre de  Carmen de Bizet. Plus tard, elle ajoute des rôles de soprano à son répertoire, tels que Charlotte dans  Werther de Massenet et Marguerite dans Mefistofele de Boito.
En 1884, elle se produit au Teatro Solís à Montevideo. Elle rencontre Arturo Toscanini, deux ans plus tard, à Rio de Janeiro, alors qu'il triomphe en Amérique du Sud, Toscanini, âgé de dix-neuf ans, joue du violoncelle pour Aida puis prend la direction de l'orchestre.
Medea apparaît sur scène avec Nikolaï Figner dans une production de  La Favorite de Donizetti. Ils ont une liaison.
Elle revient en Europe en 1887 et rencontre à Milan le directeur de l'Opéra impérial russe de Saint-Pétersbourg, Kondratev qui l'engage. Medea part pour la Russie avec Nikolaï Figner en 1887. Elle fait ses débuts à Saint-Pétersbourg, le 26 avril 1887. Elle fait son apparition le 8 mai à l'opéra impérial de Saint-Pétersbourg, le Théâtre Mariinsky, dans le rôle de Valentine dans  Les Huguenots de Meyerbeer. Deux ans plus tard, ils se marient. La soprano ne connaît pas le russe à l'époque, et chante en italien pendant les deux premières saisons à Saint-Pétersbourg. Par la suite, elle est reçue dans l' Église orthodoxe russe. Par la suite, Nikolaï Figner ne chante que dans des opéras dans lesquels Medea chante aussi. Elle est devenue complètement « russianisée » après son mariage . Elle a finalement maîtrisé le russe, à tel point que les locuteurs natifs ne pouvait pas dire qu'elle l'avait appris seulement à partir de l'âge de 30 ans.
Medea rencontre le compositeur Tchaïkovski en 1888 à Cernobbio avec Arturo Toscanini. Elle se prépare pour le rôle de Titiana, dans Eugène Onéguine de Tchaïkovski. A cette occasion, elle lui demande directement de l'aider à la préparation du rôle. Tchaïkovski l'écoute plusieurs fois, sans commentaire, jusqu'à ce qu'entre curiosité, inquiétude et désespoir, elle lui demande son opinion: « C'est exactement la Tatiana que j'avais toujours voulue. Il n'y a rien à ajouter ou à changer », répond le professeur.
La collaboration artistique, entre Tchaïkovski et elle, continue, Medea  chante dans Iolanta de Tchaïkovski, en 1892 au Théâtre Mariinsky. En 1893, elle prépare Aida et I Pagliacci. En 1896, elle joue Carmen à Moscou. En 1899, Medea chante le rôle de Mimi dans la première de La Bohème de Giacomo Puccini en Russie, sous les auspices de Puccini lui-même. En 1900, toujours au Mariinsky, elle chante de nouveau Mimì, dans La Bohème de Puccini. Elle rappelle dans ses mémoires, « ...même si je l'avais déjà joué à l'été 1899 avec le même Puccini, qui habitait non loin de ma maison à Viareggio. Il est resté presque toute la journée avec moi à la Villa Medea et nous avons mis en place toute la belle partie de Mimi, que j'ai définie dans les moindres détails. J'ai particulièrement réussi dans la scène de la mort... », les médecins les plus célèbres de l'époque, après son interprétation de la mort de Mimi, l'ont interrogée à plusieurs reprises pour savoir où elle avait appris à mourir avec tant de précision.
Au début de 1903, elle est invitée à participer à la saiso en Amérique du Sud, à Buenos Aires et à Montevideo au Teatro Solís, pour chanter Tosca, La Gioconda, Mefistofele. Enrico Caruso et Raimondi sont également présents et le chef d'orchestre est Arturo Toscanini. Après la tournée en Amérique du Sud, elle retourne poursuivre une carrière de soliste au Théâtre Mariinsky à Saint-Pétersbourg. Elle fait sa représentation d'adieu avec le rôle-titre de Carmen en 1912.

## Vie privée
Elle épouse le ténor Filippo Biadi avec qui elle a eu deux fils. Il est mort en 1886 à  26 ans de la fièvre jaune sur le bateau qui l'emmenait en Égypte. Son corps a été versé en mer.
Elle se marie avec Nikolaï Figner, le 20 février 1889, avec qui elle a eu 4 enfants. Ils divorcent en 1904.
Medea a eu au total six enfants, trois garçons, tous morts à la guerre, et trois filles, Mary, chanteuse d'opéra ; Lidia, soprano ; Eugenia/Evguenia, professeur de lettres.
Elle écrit une autobiographie intitulée Мои воспоминания (Mes souvenirs) publiée en 1912 ou 1919. On dit que ce n'était pas seulement une excellente artiste et une belle femme, mais un caractère absolu et par conséquent, sa biographie ne manque pas de curiosité; par exemple, elle s’entourait d’animaux, en particulier de singes. Elle a formé son chimpanzé en tant que majordome, a apporter des boissons aux invités. Ce chimpanzé serait mort après avoir bu une bouteille d'alcool. Seuls ses proches pouvaient l'appeler Lina, mais aucun petit-enfant ne pouvait l'appeler grand-mère. Elle est restée en Russie jusqu'à la veille de la Première Guerre mondiale et quitte définitivement la Russie soviétique dans les années 1930 et s'installe à Paris, où elle meurt le 8 juillet 1952, rue Victorien Sardou dans le 16e arrondissement de Paris.
Medea Mei-Figner est l'arrière-arrière-grand-mère de la soprano italienne Amarilli Nizza (en),.

## Enregistrements
Leurs deux voix peuvent être écoutées sur l'album d'anthologie The Record of Singing Volume I (1899-1919), tandis qu'une sélection complète de leurs enregistrements a été enregistrée sur disque compact par le label Symposium en 2000. Ce double Cd porte le numéro de catalogue 1255/1256.
Medea Mei-Figner a enregistré l'aria de Lisa de La Dame de Pique avec la variante transposée par le compositeur. Elle a également fait des disques de "Vissi d'arte" de Tosca et des airs de Werther et de Carmen, ainsi que l'enregistrement d'un certain nombre de chansons, dont Penso de Paolo Tosti. Sa voix était considérée par les critiques contemporains comme étant plus belle et impressionnante que celle de son mari. Sa voix des débuts était déjà passée lorsque lui et sa femme ont fait leur première série de 78-tours à Saint-Pétersbourg en 1901-1902 pour Gramophone & Typewriter Company.
Le journaliste danois, Knut de Hageman-Lindenkrone, a conduit une longue interview enregistrée avec Medea Mei dans son appartement parisien, en 1949, lorsque la chanteuse avait 90 ans. L'interview est en français, bien que Medea parle aussi bien en italien et en russe avec sa fille, qui était également présente. Elle chante même quelques morceaux de musique, incluant à la fois la première et la dernière phrase de l'aria de Liza, «Minuit approche», tiré de La Dame de pique de Tchaïkovski, qu'elle avait créée 59 ans auparavant. Cette fascinante interview d'une heure, avec des souvenirs uniques de Tchaïkovski et d'autres événements célèbres de la carrière de Mme Mei à Saint-Pétersbourg, a été incluse dans une série de deux disques LP de Rubini Records, en 1975, qui présente une production commerciale complète de Medea Mei du début du XXe siècle.